# Plan de Turgot

Die Turgot-Karte von Paris, Plan de Turgot, in seiner zusammengesetzten Form

Der Plan de Turgot (französisch, deutsch Plan von Turgot) ist eine detailgetreue Darstellung der Stadt Paris, die 1734 bis 1736 auf Anregung des von 1729 bis 1740 amtierenden Prévôt des marchands de Paris Michel-Étienne Turgot (1690–1751) entstand.

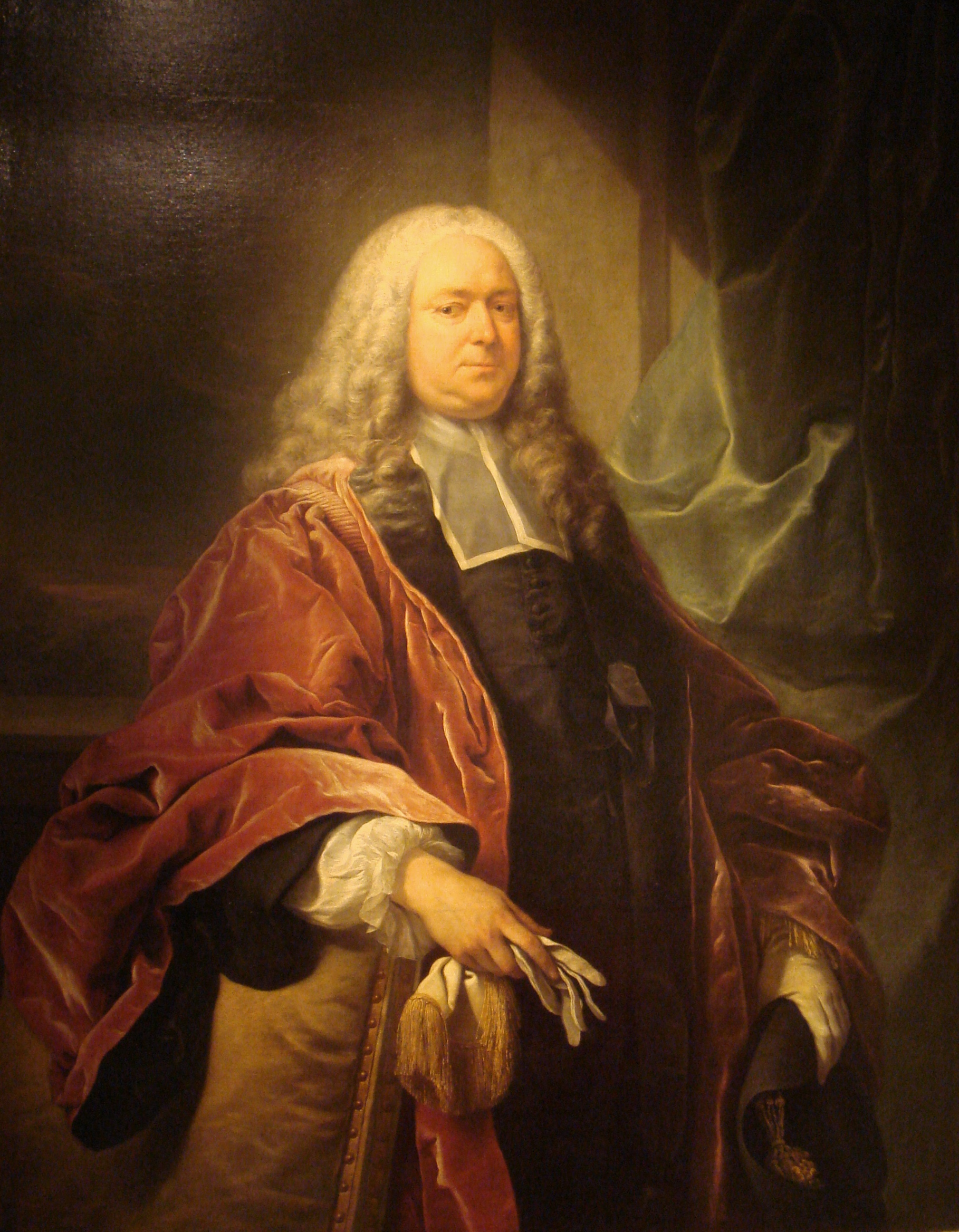
Porträt des Michel-Étienne Turgot von Louis-Michel van Loo (1707–1771)

## Aufbau des Kartenwerkes
Turgots Plan von Paris wurde im Jahre 1739 als Atlas veröffentlicht. Die insgesamt zwanzig Tafeln zeigen in nicht überlappenden isometrischen Darstellungen die französische Hauptstadt in der Sicht nach Südosten. Der Plan Turgot hat den Maßstab von ca. 1:400. In originalgetreuer Wiedergabe sind die Gebäude, die Straßen und Plätze sowie die Gärten und Parkanlagen der Stadt zu sehen.
Jede Tafel besteht aus einem rechteckigen Bild von 50 cm Höhe und 80 cm Breite, das im Atlas in der Mitte gefaltet war. Der aus den Tafeln zusammengesetzte Gesamtplan ist 250,5 cm hoch und 322,5 cm breit. Der Atlas umfasst in etwa das Gebiet der heutigen ersten 11 Arrondissements von Paris.

## Entstehungs- und Fertigungsgeschichte
Der französische Architekt und Kartograph Louis Bretez († 1736) durfte die Villen, Häuser und Gärten betreten, um Maß zu nehmen und sie zu erfassen. Er arbeitete an dem Projekt zwei Jahre, von 1734 bis 1736. Im Jahre 1736 begann Claude Lucas (1685–1765), Graveur und Mitglied der Académie des Sciences damit, nach den 21 gezeichneten Vorlagen die Drucktafeln zu stechen. Der Plan erschien 1739.
|  |  |  |  |
|  |  |  |  |
|  |  |  |  |
|  |  |  |  |
|  |  |  |  |